# جغرافیای جمهوری آذربایجان

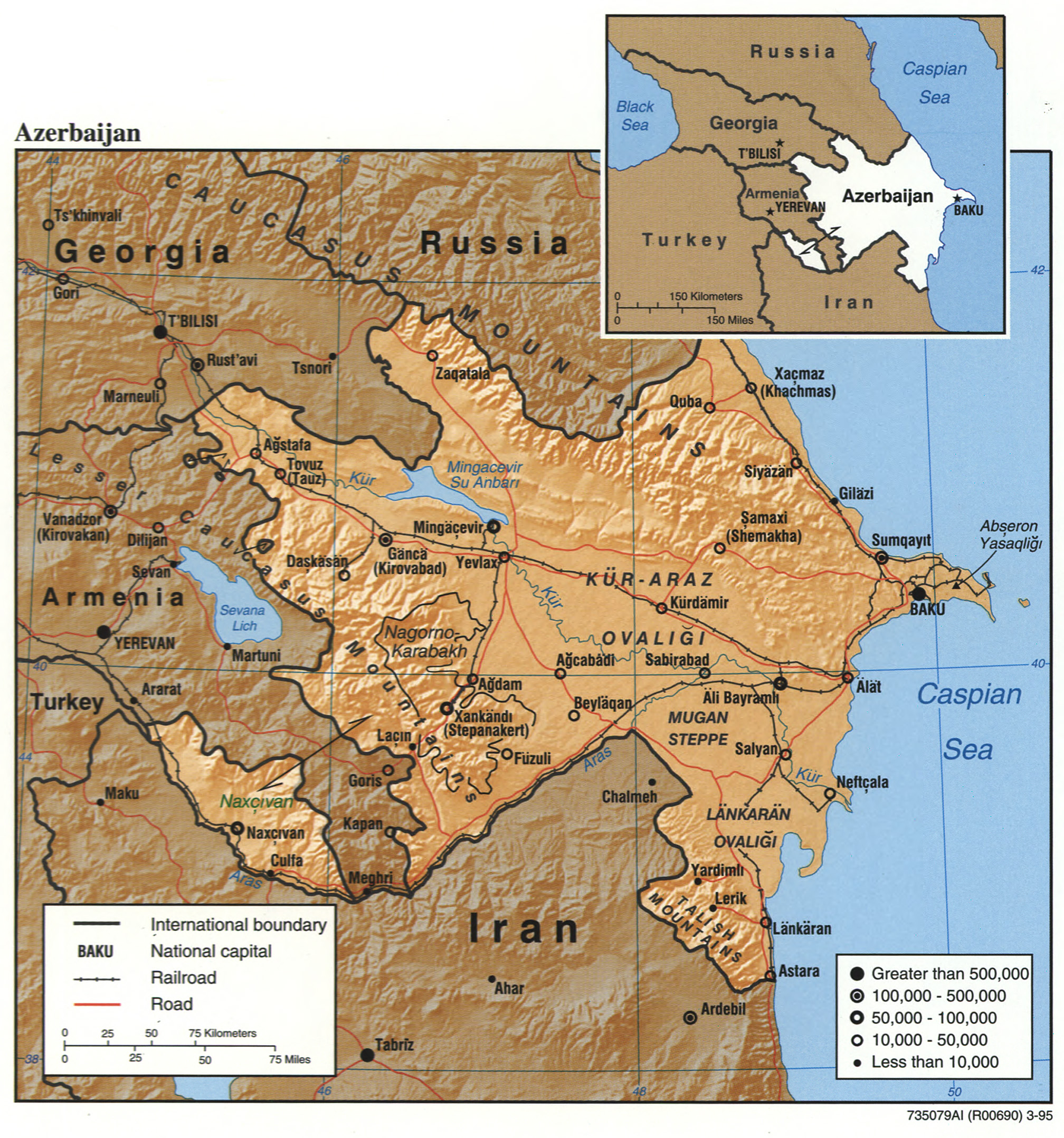
نقشهٔ جمهوری آذربایجان در میان همسایگانش

جمهوری آذربایجان در ناحیه قفقاز از ابرقاره اوراسیا جای گرفته است. سه زمین‌چهر فیزیکی بزرگ این کشور را دربرگرفته است: نخست، دریای خزر، که خط ساحلی‌اش سازندهٔ یک مرز طبیعی در خاور کشور است. دوم، رشته‌کوه قفقاز بزرگ در شمال؛ و سوم، دشت‌ها و زمین‌های پست مرکز کشور.
مساحت این کشور چیزی نزدیک به ۸۶٬۰۰۰ کیلومتر مربع است؛ کمابیش هم‌اندازه کشور پرتغال و کمی بزرگتر از استان یزد، و کمتر از ۱٪ از گسترهٔ شوروی سابق. جمهوری آذربایجان پهناورترین کشور در میان سه کشور قفقاز جنوبی است.
جمهوری آذربایجان در جنوب کوههای قفقاز جای گرفته و در خاور با دریای خزر، در شمال با روسیه و گرجستان، در جنوب با ایران، و در باختر و جنوب‌باختری با ارمنستان هم‌مرز است. بخش کوچکی از شمال‌باختری نخجوان نیز با ترکیه هم‌مرز است.